# Хартвик (Ајова)
Хартвик (енгл. Hartwick) град је у америчкој савезној држави Ајова. По попису становништва из 2010. у њему је живело 86 становника.

## Демографија
Према попису становништва из 2010. у граду је живело 86 становника, што је 3 (3,6%) становника више него 2000. године.
| Група             | 2000.       | 2010.      |
| Белци             | 83 (100.0%) | 84 (97,7%) |
| Афроамериканци    | 0 (0,0%)    | 0 (0,0%)   |
| Азијати           | 0 (0,0%)    | 0 (0,0%)   |
| Хиспаноамериканци | 0 (0,0%)    | 0 (0,0%)   |
| Укупно            | 83          | 86         |